# A Missa do Galo (1982)
A Missa do Galo é um curta-metragem brasileiro de 1982, escrito e dirigido por Nelson Pereira dos Santos, baseado no conto homônimo de Machado de Assis.

## Sinopse
Passado numa noite de Natal no Rio de Janeiro, no final do século XIX, o surgimento de uma platônica e não-consumada relação entre uma tia e seu sobrinho. 

## Elenco
- Isabel Ribeiro como Dona Conceição
- Nildo Parente  como Meneses
- Elza Gomes como Dona Inácia
- Olney São Paulo Jr. como Nogueira
- Sergio Otero como Sérgio
- Rachel Casimiro como Empregada
- Maria Martha dos Santos Empregada